# Povoado do Outeiro do Circo
O Povoado do Outeiro do Circo, também conhecido como Cerro dos Muros, é um sítio arqueológico da Idade do Bronze, situado entre as freguesas de Beringel e Mombeja, no Município de Beja, em Portugal.

## Descrição
O Outeiro do Circo localiza-se na zona conhecida como Cabeços da Corte Garrana, entre as freguesias de Mombeja e Beringel, no concelho de Beja. Situa-se no topo de um monte que faz parte de um conjunto de cabeços baixos, com cerca de 250 a 276 m de altitude, mas que se realçam bem na planície em redor.
O sítio arqueológico está em mau estado de conservação, restando poucos vestígios, incluindo um lanço de muralhas, e vários possíveis taludes em pedra e barro, que poderiam fazer parte de um sistema de defesa. No local foram encontrados vários objectos em cerâmica, incluindo taças com superfícies tratadas, partes de mamilos e pagas mamilares, fundos em ônfalo e bordos ornados, parte de um bojo decorado e o bordo de um dolia, cerâmica vidrada, fragmentos de terra sigillata, e elementos de construção como tégulas e lateres. Também foram identificados produtos de uma indústria lítica, como peças de forma esferóide que poderiam ser utilizadas como projécteis, partes de moventes e de dormentes em granito, lascas de quartzito, e uma peça arredondada em xisto. Em termos de peças decorativas, foram recolhidas contas de colar em tons brancos.

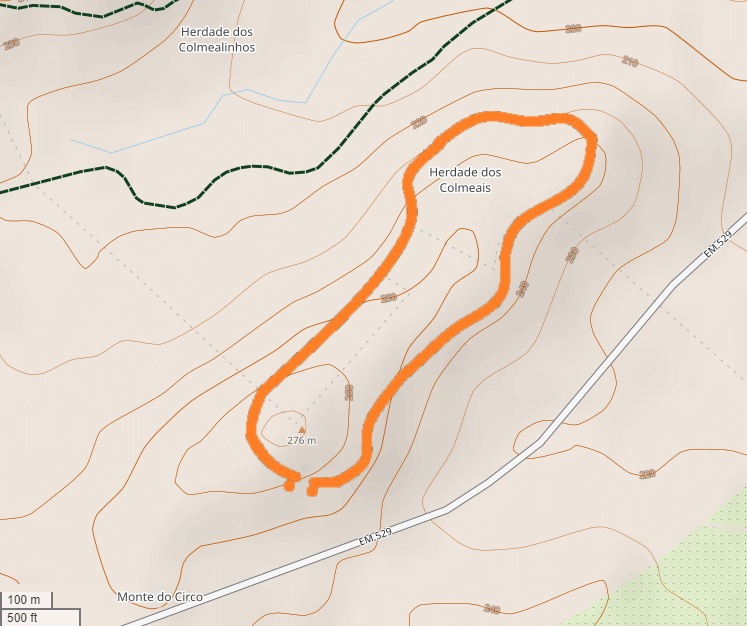
Traçado aproximado das muralhas que rodeavam o Povoado do Outeiro do Circo, com a entrada no canto Sudoeste, protegida por torreões.

## História
O Povoado do Outeiro do Circo foi ocupado por volta de 1250 a 850 a.C., num período correspondente à Idade do Bronze Final, já na transição para a Idade do Ferro. É considerado um dos maiores povoados dos finais da Idade do Bronze na Península Ibérica. Devido ao grande número de sítios arqueológicos no concelho de Beja, esta região terá atingido uma grande importância durante a Idade do Bronze, cerca de 2000 a 800 a.C., tendo conhecido uma extensiva ocupação humana durante este período, ligada à exploração dos abundantes recursos naturais.
O local foi alvo de pesquisas arqueológicas, incluindo escavações e sondagens, em 1989, 2008 a 2011, e 2013 a 2015. No verão de 2016 foi iniciada mais uma fase de escavações, na qual colaboraram arqueólogos e estudantes de arqueologia de várias universidades nacionais e internacionais, incluindo da Espanha, Canadá e Bulgária. O sítio é de grande interesse para a comunidade científica, tendo sido publicados mais de quarenta artigos sobre o Outeiro do Circo até 2019. Em 2016 a autarquia de Beja, em colaboração com as entidades responsáveis pelo Outeiro do Circo, promoveu um conjunto de eventos no sentido de divulgar o património da Idade de Bronze no concelho, que incluía a organização de exposições, conferências e percursos pedestres em cada freguesia.
Em Agosto de 2019, foi iniciada uma nova campanha arqueológica no local, no âmbito do Projecto Arqueológico do Outeiro do Circo, acordado entre a autarquia de Beja e a empresa Palimpsesto, e que prevê várias escavações entre 2019 e 2021. A coordenação do programa foi entregue aos arqueólogos Miguel Serra e Eduardo Porfírio, enquanto que a responsável pela direcção científica era Sofia Silva. Previa-se que as escavações fossem feitas principalmente no interior do antigo perímetro urbano, numa zona onde foram encontrados vestígios de ocupação habitacional. O Projecto do Outeiro do Circo, que foi criado para a investigação e divulgação da Idade do Bronze na zona de Beja, também incluiu visitas guiadas aos trabalhos arqueológicas, conferências e sessões para jovens durante as férias. O programa do Outeiro do Circo engloba igualmente investigações noutros locais, em cooperação com várias instituições. Por exemplo, em 2019, os arqueólogos responsáveis pela coordenação do programa, Miguel Serra e Eduardo Porfírio, foram convidados pelo Museu Municipal de Aljustrel para estudar a chamada Estela do Carniceiro, uma pedra funerária com cerca de 3500 anos, que foi descoberta em São João de Negrilhos, no concelho de Aljustrel.
Em Agosto de 2020 teve lugar uma nova campanha de escavações no lugar, integrada no programa iniciado em 2019, tendo a principal descoberta sido parte de uma muralha da da Idade do Bronze, junto da qual foram igualmente encontrados indícios da Idade do Ferro. Em Setembro de 2022 foi apresentado o programa Outeiro do Circo, organizado em colaboração com a autarquia de Beja, e que tinha como finalidade divulgar o Outeiro do Circo junto das comunidades escolares, e aprofundar os conhecimentos sobre o sítio arqueológicos, principalmente através da vertente laboratorial.